# Lesnaja (Kaliningrad)
Lesnaja (Лесная, deutsch Hollstädt) war ein Ort in der russischen Oblast Kaliningrad (Gebiet Königsberg (Preußen)). Seine Ortsstelle liegt heute im Munizipalkreis Rajon Bagrationowsk (Stadtkreis Preußisch Eylau).

## Geographische Lage
Die Ortsstelle Lesnajas liegt im südlichen Westen der Oblast Kaliningrad, 24 Kilometer nordwestlich der früheren Kreis- und heutigen Rajonshauptstadt Preußisch Eylau (russisch Bagrationowsk).

## Geschichte
Der kleine Gutsort Holtzstädt wurde 1777 erstmals erwähnt und nach 1785 Holstädt und nach 1820 bis 1950 Hollstädt genannt. Als 1874 der Amtsbezirk Sollnicken (russisch Medowoje) im ostpreußischen Kreis Preußisch Eylau errichtet wurde, gehörte der Gutsbezirk Hollstädt von Anfang an dazu. 54 Einwohner zählte der kleine Ort im Jahre 1910.
Am 30. September 1928 schlossen sich die Gutsbezirke Hollstädt und Tykrigehnen (russisch Medowoje) sowie die Landgemeinden Globuhnen und Sollnicken (beide russisch Medowoje) zur neuen Landgemeinde Sollnicken zusammen.
Als 1945 in Kriegsfolge das gesamte nördliche Ostpreußen an die Sowjetunion fiel, war auch Hollstädt davon betroffen. Ab 1947 war er in den Kornewski selski Sowet (Dorfsowjet Zinten) eingegliedert und erhielt 1950 die Umbenennung in „Lesnaja“. Doch bereits in den 1950er Jahren verliert sich seine Spur, der Ort wurde lange vor 1975 verlassen und gilt heute als untergegangen.
Seine Ortsstelle gehört zum Munizipalkreis Rajon Bagrationowsk (Stadtkreis Preußisch Eylau) in der Oblast Kaliningrad (Gebiet Königsberg (Preußen)) der heutigen Russischen Föderation.

## Religion
Bis 1945 war Hollstädt in die evangelische Kirche Kreuzburg (Ostpreußen) (russisch Slawskoje) in der Kirchenprovinz Ostpreußen der Kirche der Altpreußischen Union eingegliedert.

## Verkehr
Die nicht mehr erkennbare Ortsstelle von Lesnaja resp. Hollstädt ist von Medowoje (Sollnicken) aus erreichbar.